# Astreopora cucullata
Astreopora cucullata е вид корал от семейство Acroporidae. Видът е уязвим и сериозно застрашен от изчезване.

## Разпространение и местообитание
Разпространен е в Австралия, Американска Самоа, Вануату, Виетнам, Джибути, Египет, Еритрея, Йемен, Израел, Индонезия, Йордания, Камбоджа, Кирибати, Малайзия, Малки далечни острови на САЩ, Маршалови острови, Микронезия, Науру, Ниуе, Нова Каледония, Палау, Папуа Нова Гвинея, Провинции в КНР, Самоа, Саудитска Арабия, Сингапур, Соломонови острови, Судан, Тайван, Тайланд, Токелау, Тонга, Тувалу, Уолис и Футуна, Фиджи, Филипини и Япония.
Среща се на дълбочина от 3 до 8 m.

## Описание
Популацията на вида е намаляваща.